# 花いっぱい運動
花いっぱい運動（はないっぱいうんどう）とは、花を植えることで景観を良くし、人の心を豊かにすることを目的とした運動である。1952年、長野県松本市の小学校の教員だった小松一三夢が発案した。その後は全国大会が開かれるなど、全国に広がり、様々な自治体で採用されている。

## 概要
内容は各自治体によって異なるが、主に住宅団地の公園などの住民の身近なところに花を植えて、景観を良くする事である。
地元の学校が意欲的に取り組むことも多く、他にも住民の交流などに役立っている。
植えられる花は、サンシキスミレやチューリップなどが一般的である。

## 目的
基本的に目的は花を植えて景観を良くすることだが、他にも下記のような目的で行われたりもする。
- 景観や環境の改善
  - 緑化
- 明るい街づくり
  - 住民同士の交流
  - 地域の活性化
  - 犯罪防止